# 伦别尔
伦别尔（西班牙語：Lumbier）是西班牙纳瓦拉的一个市镇。总面积53平方公里，总人口1403人（2001年），人口密度26人/平方公里。